# Filippo Trecca
Filippo Trecca (Italia, 1951) è un musicista, arrangiatore e direttore d'orchestra italiano.
In alcune pubblicazioni tra il 1978 e il 1979 ha utilizzato lo pseudonimo "Aquarium Sounds".

## Biografia
Nel 1974 realizza le sigle del programma televisivo trasmesso da Rai 2 Alle sette della sera.
Nel 1975 compone la colonna sonora del film di Nelo Risi Le città del mondo.
Nel 1979 compone le musiche per lo sceneggiato televisivo giallo in cinque puntate Così per gioco diretto da Leonardo Cortese e andato in onda per la prima volta sulla Rete 1.
Tra le colonne sonore di cui si occupa ci sono quelle di Peccatori di provincia (1976), Mala, amore e morte (1977) e Onore e guapparia, tutti e tre con la regia di Tiziano Longo, e di La morte è di moda di Bruno Gaburro (1989).
Ha poi composto nel 1990 le musiche della miniserie televisiva diretta da Vittorio De Sisti Il colore della vittoria, trasmessa su Rai 1; ha continuato a lavorare per la televisione scrivendo le musiche della serie televisiva Un inviato molto speciale nel 1992, poi trasmessa su Rai 2 e diretto da Vittorio De Sisti e infine quella della miniserie del 1994 Moscacieca, diretta da Mario Caiano e trasmessa su Rai 1.
Nel 2008 ha lavorato sulle musiche dell'adattamento di Sarto per signora di Georges Feydeau realizzato da Roberto Lerici.
Nel 2013 scrive insieme a Paolo Vivaldi la sigla del programma televisivo Vito con i suoi, del comico Vito.

## Discografia parziale

### 33 giri
- 1974: Un uomo una musica un'immagine (Philips, 6323 036)
- 1979: Aquarium Sounds (RCA Original Cast, SP 10075; pubblicato come Aquarium Sounds)

### 45 giri
- 1974: Hot Dog/Acapulco (Philips, 6025 119)
- 1975: Zucchero e caffè/Alle sette della sera (Philips, 6025 127)
- 1975: Veronica/Un mattino di più (Philips, 6025 136)
- 1975: Le città del mondo/Il viaggio (Cinevox, MDF 079)
- 1976: Solo la verità/La morte dell'Erminia (Philips, 6025 155)
- 1978: Acquario/Ascendente Pesci (RCA Original Cast, BB 6255; pubblicato come Aquarium Sounds)
- 1979: Elena/Buio (RCA Original Cast, BB 6292; pubblicato come Aquarium Sounds)